# Kataga
Kataga est une localité située dans le département de Nobéré de la province du Zoundwéogo dans la région Centre-Sud au Burkina Faso.

## Géographie
Kataga est localisé à 14 km au nord-ouest de Nobéré et à 3,5 km à l'ouest de la route nationale 5.

## Santé et éducation
Le centre de soins le plus proche de Kataga est le centre de santé et de promotion sociale (CSPS) de Séloghin tandis que le centre médical (CMA) le plus proche se trouve à Manga.
Le village possède une école primaire communautaire.